# Altamont, Illinois
Altamont är en ort i Effingham County i delstaten Illinois, USA.